# Hemioplisis moxaria
Hemioplisis moxaria är en fjärilsart som beskrevs av Achille Guenée 1858. Hemioplisis moxaria ingår i släktet Hemioplisis och familjen mätare. Inga underarter finns listade i Catalogue of Life.